# 卡特勒 (加利福尼亞州)
卡特勒（英語：Cutler）是位於美國加利福尼亞州圖萊里縣的一個人口普查指定地區。

## 地理
卡特勒的座標為36°31′29″N 119°17′20″W / 36.52472°N 119.28889°W，而該地最高點為海拔高度110米（即361英尺）。

## 人口
根據2010年美國人口普查的數據，卡特勒的面積為2.090平方千米，當中陸地面積為2.090平方千米，而水域面積為0.000平方千米。當地共有人口5000人，而人口密度為每平方千米2,392人。